# Franck Orsoni
Pour les articles homonymes, voir Orsoni.
Franck Orsoni est un footballeur professionnel français né le 21 janvier 1966. Il est actuellement l'entraîneur du FC Bagnols-Pont.

## Biographie
Après deux saisons en D2 avec le Nîmes Olympique, il rejoint l'Indépendante Pont-Saint-Esprit où il joue quelques saisons en D3.
En 1986, il est recruté par le RC Strasbourg, puis en 1991 par l'Olympique d'Alès en Cévennes, tous deux en 2e division.
Au total, il dispute 131 matchs en deuxième division.